# 徐氏宗祠 (兰溪)
徐氏宗祠又名“望衢亭”，是浙江兰溪市的一处名胜古迹，位于云山街道云山路55号，是兰溪市区规模最大，保存最完整的宗祠。

## 建筑
徐氏宗祠为清代建筑，前后三进三开间，随地势逐渐升高，设马头墙，门楼砖雕精美。

## 保护
1996年10月3日，徐氏宗祠公布为第三批兰溪市文物保护单位。